# Robyn Hilton
Robyn Hilton, född 1940 i Los Angeles, är en amerikansk skådespelare och fotomodell.
Hiltons debutroll var i filmen Det våras för sheriffen (1974) där hon spelade William J. LePetomanes sekreterare Miss Stein. Sedan dess medverkade hon i fler filmer och även i några TV-serier, bland annat i ett avsnitt av Starsky och Hutch.